# Szkoła uczuć (powieść Gustave’a Flauberta)
Szkoła uczuć (oryg. fr. L’Education sentimentale) – powieść Gustave’a Flauberta opublikowana po raz pierwszy w 1869. Według słów samego autora stanowi „moralną i uczuciową” historię pokolenia urodzonych na początku lat 20. XIX wieku.

## Okoliczności powstania utworu
Już w 1843 Flaubert nosił się z zamiarem napisania powieści – rozprawy o swoim pokoleniu, analizy jego aspiracji życiowych i ambicji, powszechnych postaw i ich konsekwencji.
Plan ten skonkretyzował się około 1864. W liście do panny Leroyer de Chantepie pisał o zamiarze stworzenia „moralnej” historii swojego pokolenia i wyrażał swoje obawy związane z powieścią. Wątpliwości te (związane z konstrukcją i mało dynamiczną akcją dzieła) systematycznie powtarzały się zresztą w samym toku pracy nad powieścią. W styczniu 1867 porównywał w liście do George Sand swoją pracę do działań galernika i uskarżał się na niezwykle trudny temat utworu. W celu jak największej dokładności opisów zawartych w powieści Flaubert odwiedzał szpitale, dzielnice nędzy, rozmawiał z uczestnikami wydarzeń w latach 1848–1851.

### PierwszaSzkoła uczuć
Pierwsza wersja Szkoły uczuć została ukończona w 1845. Utwór ten koncentrował się na losach dwójki bohaterów – Henryka i Juliusza, reprezentantów pokolenia urodzonego na początku lat 20. XIX wieku, pełnego romantycznych marzeń i szlachetnych ambicji. Pierwsza część dzieła poświęcona była w całości Henrykowi, który zakochał się w Emilii Renaud, żonie tępego umysłowo mieszczanina, zajętego jedynie zarabianiem pieniędzy. Kochankowie poszukiwali szczęścia w Stanach Zjednoczonych, gdzie jednak nie byli w stanie zaadaptować się w nowym środowisku, a romantyczny Henryk nie nadawał się na żywiciela rodziny. Zmuszeni do powrotu odkryli, że ich dawna miłość całkowicie wygasła. Pod wpływem tego doświadczenia Henryk postanowił całkowicie zrezygnować z uczuć do kobiet. Skupił się na własnej karierze i szybko się wzbogacił.
O wiele droższy Flaubertowi był drugi bohater – Julian, który miał w zamyśle autora wyrażać jego poglądy dotyczące sztuki i miejsca artysty w społeczeństwie. Początkowo bohater ten również realizował swoim życiem wartości romantyczne, pisząc dramaty, a po zawodzie miłosnym, skupiając się na intensywnym analizowaniu własnych przeżyć. Wreszcie jednak sam zrozumiał, że jego postawa do niczego nie prowadzi i zmienił się w pisarza-intelektualistę, beznamiętnego obserwatora otoczenia, rozumiejącego jego amoralizm i w związku z tym niezaangażowanego w żadne działanie.

### Samokrytyka pierwszejSzkoły uczuć
W miarę zdobywania kolejnych doświadczeń życiowych Flaubert był coraz bardziej niezadowolony z pierwszej redakcji Szkoły uczuć, chociaż nie zrezygnował z ogólnego planu powieści o własnym pokoleniu i jego straconych ideałach. Uznał jednak, że powieść o takiej tematyce powinna silniej akcentować tło historyczne i społeczne opisywanych wydarzeń, co w pierwszej redakcji powieści odgrywało rolę drugoplanową, wobec skupienia się na emocjach Henryka i Emilii (opisanych zresztą z zaskakującą psychologiczną wnikliwością). Zrezygnował również z motywu artysty, kierowany dwojakimi przesłankami: brakiem jasnego związku między losami Henryka a losami Juliusza, jak również złamaniem zasady obiektywizmu w opisie tego drugiego bohatera (pisarz nie był w stanie zrezygnować z otwartej prezentacji swojej sympatii wobec niego, rzecz jasna już po porzuceniu przezeń romantycznego światopoglądu).

## Treść
Fryderyk Moreau, młody człowiek z Nogent-sur-Seine, marzy o karierze w Paryżu. W czasie podróży statkiem po Sekwanie spotyka piękną, nieznaną mu kobietę – panią Arnoux. Od tej pory nie jest w stanie o niej zapomnieć. W stolicy podejmuje studia prawnicze, po czym dzięki spadkowi po nieznanym wuju mógłby zacząć wchodzić na upragnione salony. W odróżnieniu jednak od swoich przyjaciół Deslauriersa i Hussonneta nie podejmuje żadnych działań w tym kierunku, marząc o pani Arnoux i zarazem prowadząc życie towarzyskie, w tym odwiedzając salon znanej kurtyzany Rozanety. Traci pieniądze i czas, nie zyskując nic, o czym marzył. Kiedy natomiast jest o krok od nawiązania romansu z panią Arnoux, udaremnia mu to choroba jej dziecka i wybuch rewolucji 1848. Związuje się na krótko z Rozanetą, po czym dla pieniędzy romansuje z panią Dambreuse, typową reprezentantką drobnej burżuazji, mało inteligentną materialistką. Po śmierci jej męża planuje ją poślubić, jednak rezygnuje, widząc pełnię jej charakteru. Straciwszy ostatecznie również kontakt z panią Arnoux, wraca do Nogent, gdzie żyje z resztek oszczędności. W finałowym rozdziale, w rozmowie z innym przegranym – Deslauriersem – stwierdza, że najlepszym wydarzeniem z ich życia była nieudana wizyta w domu publicznym.

### Bohaterowie
- Fryderyk Moreau – młody, ambitny człowiek z prowincji marzący o karierze w Paryżu. Po spotkaniu z panią Arnoux głęboko w niej zakochany. Człowiek pasywny, oddający się bardziej marzeniom niż realnemu działaniu, niezdolny do konsekwentnego realizowania swoich planów. Jego bierność życiowa doprowadza do klęski wszystkich jego zamierzeń.
- Karol Deslauriers – przyjaciel Fryderyka z Nogent, ambitny i żądny pieniędzy i wpływów. W odróżnieniu do swojego przyjaciela jest konsekwentny w działaniu, ale zbyt pazerny i mało subtelny. Nie jest w stanie adaptować się do zmieniającej się sytuacji politycznej, toteż również ponosi klęskę.
- Hussonnet – arywista, również realizujący w Paryżu swoje prywatne ambicje. Podobnie jak Deslauriers jest zdeterminowany, by zostać bogatym i wpływowym człowiekiem, obdarzony jest jednak o wiele większym wyczuciem społecznym i lepiej rozumie mechanizmy rządzące stolicą. Zręcznie zmieniając opcje polityczne, jest w stanie zrealizować swoje plany. Sukces osiąga za cenę porzucenia wszystkich zasad moralności.
- Sénécal – student, deklarujący poglądy socjalistyczne intelektualista, w rzeczywistości bezwzględny fanatyk i doktryner pojmujący swoje poglądy polityczne jako zbiór niezmiennych reguł, oderwany od rzeczywistości. Aresztowany za udział w pracach nielegalnego Stowarzyszenia Rodzin, uczestnik powstania robotniczego w czerwcu 1848, zostaje w finale utworu agentem policyjnym i nie waha się zastrzelić dawnego przyjaciela Dussardiera.
- Dussardier – robotnik, przypadkowy znajomy Fryderyka. W miarę postępów akcji utworu coraz bardziej zainteresowany polityką, wrażliwy społecznie, szlachetny i uczciwy. W czasie dni czerwcowych walczy po stronie sił porządkowych republiki, czego później żałuje. W czasie zamachu stanu Ludwika Napoleona walczy na barykadzie w obronie republiki i ginie.
- Maria Arnoux – wielka, niespełniona miłość Fryderyka, kobieta idealna. Żona Arnoux, mieszczanina próbującego w różny sposób się wzbogacić, o wiele inteligentniejsza i bardziej kulturalna od męża, oddana swojemu dziecku. Kocha Fryderyka, lecz nie umie i nie chce złamać społecznych konwenansów, by być razem z nim.
- Rozaneta – kurtyzana paryska, kapryśna i ograniczona, kochanka Fryderyka i matka jego dziecka, wcześnie zmarłego. Została przypadkowo partnerką Moreau, z którym nie czuła się specjalnie związana. Jej pierwowzorem była autentyczna kurtyzana, panna Sabatier zwana Prezydentką[2]
- Państwo Dambreuse – archetypiczna rodzina mieszczańska, dążąca do łatwego bogacenia się, ograniczona w swoim światopoglądzie. Po śmierci męża pani Dambreuse planowała ślub z Fryderykiem, który zostawił ją po uzmysłowieniu sobie pełni jej materializmu.

#### Funkcje postaci
Wszyscy bohaterowie Szkoły uczuć mają charakter postaci typowych, przedstawiających konkretne typy osób występujących we francuskim społeczeństwie opisywanej epoki. O ile przy prezentacji wydarzeń historycznych Flaubert starał się zachować maksymalną neutralność w opisie, o tyle w przypadku charakterystyki postaci nie jest już obiektywny. Losy Deslauriersa zdeterminowanego, by się bogacić, lecz niezdolnego do adaptowania się do nowych warunków przedstawia nie tylko z dużą dozą realizmu, ale i z wyraźną ironią, podczas gdy jasno sympatyzuje z Fryderykiem, mimo jego niezdolności do realizowania własnych ambicji. Podobną opozycję da się zauważyć między konstrukcją postaci „teoretycznego socjalisty” Senecala a szczerego i szlachetnego Dussardiera. Ta swoista „nierówność” nie odnosi się jednak już do prezentowania poglądów bohaterów na różne kwestie, co najlepiej widoczne jest w opisach wydarzeń 1848. Gdy Hussonnet zachwyca się potęgą ludu, a Fryderyk jest zniesmaczony splądrowaniem Tuileries, autor nie wartościuje dwóch przedstawionych sprzecznych sądów. Również w scenie spotkania w klubie rewolucyjnym nie wskazuje, za którym z przedstawionych stanowisk mógłby się opowiedzieć. Taka poetyka równości poglądów skłania część badaczy (np. Gisèle Seginger) do określania Szkoły uczuć jako powieści polifonicznej.

## Cechy i przesłanie utworu

### Elementy autobiograficzne
Wiele wydarzeń z powieści Flaubert oparł na konkretnych epizodach z własnej biografii. Miłość Fryderyka Moreau jest wyraźnym odbiciem uczuć, jakie Flaubert żywił do Elizy Schlesinger. Również charakterystyka głównego bohatera nosiła podobieństwo do cech samego pisarza, a nieprzychylny opis środowisk mieszczańskich (pan Arnoux, państwo Dambreuse) wypływa z jego osobistej niechęci do tej warstwy społecznej, jej ograniczonych horyzontów myślowych, materializmu, braku zainteresowań poza gromadzeniem pieniędzy.

### Wizja historii
Szkoła uczuć, choć związana z bardzo konkretną epoką historyczną i dająca jej plastyczny opis, nie jest powieścią historyczną. Flaubert nie przedstawia na kartach powieści całościowej wizji wydarzeń lat 1848–1851, prezentuje jedynie wybrane, często symboliczne epizody z tamtych lat (klub rewolucyjny, więzienie przeznaczone dla uczestników powstania robotniczego, wreszcie śmierć Dussardiera). W ten sposób świadomie przyjmuje perspektywę człowieka niezainteresowanego polityką, dostrzegającego jedynie elementy szerszych procesów (perspektywa paralelna z postrzeganiem świata przez głównego bohatera utworu), co miało w opinii autora zagwarantować pełną bezstronność przedstawionych opisów. Flaubert był z pewnością najbliższy obiektywizmu ze wszystkich francuskich literatów swoich czasów; jego obraz wydarzeń lat 1848–1851 nigdzie nie jest poddany ani gloryfikacji, ani demonizacji, a nawet tak wyraziste obrazy jak ironiczny opis obrad w klubie rewolucyjnym czy wstrząsający wizerunek przepełnionego robotnikami więzienia nie narzucają czytelnikowi konkretnej opinii o danych wydarzeniach jako całości. Innym środkiem mówienia o historii u Flauberta jest przedstawianie bohaterów typowych obrazujących przykłady najpowszechniejszych postaw danej epoki. Taką rolę odgrywają w opisie rewolucji Deslauriers – reprezentant tych, którzy na zmianach społecznych chcieli się przede wszystkim dorobić, Senecal – przechodzący w toku wydarzeń metamorfozę od rewolucjonisty do policyjnego agenta oraz Dussardier – idealista walczący o poprawę losu robotników. Każdy z nich jednak ponosi klęskę – umiera lub traci złudzenia – co w zestawieniu z losem Fryderyka Moreau dopełnia obrazu pokolenia przegranego, zniszczonego przez historię – siłę fatalną. Takie postrzeganie dziejów jest potęgowane przez częste tworzenie przez autora atmosfery snu w utworze, prowadzenie narracji w sposób celowo zwalniający akcję.
Również wpływ historii na losy bohaterów ma dwojaki charakter: z jednej strony, podobnie jak w klasycznej powieści historycznej, historie życia postaci splatają się z „wielką historią” (jak w wypadku Dussardiera), w Szkole uczuć pojawia się również relacja o bardziej symbolicznym charakterze. W toku akcji wydarzenia historyczne są zestawiane z osobistymi przeżyciami bohaterów, np. Fryderyk jest świadkiem śmierci Dussardiera w chwilę po tym, gdy widział, jak jego kochanka, pani Dambreuse, wykupuje szkatułkę należącą do jego prawdziwej miłości – pani Arnoux. Sama klęska miłosnych zamiarów głównego bohatera względem pani Arnoux ma miejsce w tym samym dniu, co rewolucja lutowa 1848.

## Recepcja
Pierwsze recenzje utworu były niepochlebne dla autora. Ton niezwykle ostrym atakom nadał Barbey d’Aubreville, określając dzieło jako „wulgarne” i naruszające wszelkie zasady formy powieściowej. Jego ocenę powielały inne dzienniki. W obronie utworu stanęło natomiast młode pokolenie realistów, w tym Émile Zola, który przedstawił entuzjastyczną recenzję Szkoły uczuć na łamach „La Tribune”. Pozytywnie o utworze wypowiadała się George Sand.
Późniejsi krytycy docenili jednak wartość Szkoły uczuć jako monumentalnego fresku społecznego, unikatowego w dziewiętnastowiecznej literaturze francuskiej pod względem połączenia wątku rewolucyjnego (historycznego) z wątkiem miłosnym.

## Polskie przekłady
Przekładu Szkoły uczuć na polski dokonali:
- Tadeusz Jakubowicz, Szkoła serca (Towarzystwo Wydawnicze "Rój", Warszawa 1931),
- Aniela Micińska, Szkoła uczuć (Państwowy Instytut Wydawniczy, 1953)
- Ryszard Engelking, Szkoła uczuć (Wydawnictwo Sic!, 2016).

## Ekranizacje
- Szkoła uczuć, 1962, reż. Alexandre Astruc, w rolach głównych Jean-Claude Brialy (Fryderyk) i Marie-José Nat (pani Arnoux)[10]
- L'Éducation sentimentale, 1973, w rolach głównych Françoise Fabian i Jean-Pierre Léaud[11]